# David Giuntoli
David Czarra Giuntoli (Milwaukee, Wisconsin, 1980. június 18. –) amerikai színész. 
Az NBC Grimm című sorozatának Nick Burkhardt nyomozójaként ismert. 2018 és 2023 között az A Million Little Things című drámasorozat állandó szereplője volt.
Szerepelt Michael Bay 13 óra: Bengázi titkos katonái (2016) című filmjében is.

## Filmográfia

### Film
| Év   | Magyar cím                     | Eredeti cím                               | Szerep                        | Megjegyzések                   |
| ---- | ------------------------------ | ----------------------------------------- | ----------------------------- | ------------------------------ |
| 2009 | Sylvia bonyolult élete         | Weather Girl                              | James                         |                                |
| 2009 |                                | ComedyPOPS                                | ismeretlen szerep             | rövidfilm                      |
| 2010 |                                | Camera Obscura                            | Walter                        | rövidfilm                      |
| 2011 |                                | 6 Month Rule                              | Jared                         |                                |
| 2012 |                                | Caroline and Jackie                       | Ryan                          |                                |
| 2016 | 13 óra: Bengázi titkos katonái | 13 Hours: The Secret Soldiers of Benghazi | Scott Wickland                | magyar hangja Miller Zoltán    |
| 2016 |                                | Buddymoon                                 | David                         | társíró és vezető filmproducer |
| 2021 |                                | Batman: Soul of the Dragon                | Batman / Bruce Wayne (hangja) |                                |
| 2023 |                                | Batman: The Doom That Came to Gotham      | Batman / Bruce Wayne (hangja) |                                |

### Televízió
| Év        | Magyar cím           | Eredeti cím                                   | Szerep                 | Megjegyzések                                                      |
| --------- | -------------------- | --------------------------------------------- | ---------------------- | ----------------------------------------------------------------- |
| 2003      |                      | Road Rules: South Pacific                     | önmaga                 | állandó stábtag                                                   |
| 2003      |                      | Real World/Road Rules Challenge: The Gauntlet | önmaga                 | versenyző                                                         |
| 2007      | Szellemekkel suttogó | Ghost Whisperer                               | Rick                   | 1 epizód                                                          |
| 2007      | Veronica Mars        | Veronica Mars                                 | fickó                  | 1 epizód                                                          |
| 2008      | Kés/Alatt            | Nip/Tuck                                      | Evan                   | 1 epizód                                                          |
| 2008      | A Grace klinika      | Grey's Anatomy                                | Todd                   | 1 epizód                                                          |
| 2008      | Az életen túl        | Finish Line                                   | Turner                 | tévéfilm                                                          |
| 2008      | Kőgazdagok           | Privileged                                    | Jacob Cassidy          | 5 epizód                                                          |
| 2008      |                      | Eli Stone                                     | Scott Colby            | 2 epizód                                                          |
| 2008      | Az egység            | The Unit                                      | Paul Grand őrnagy      | 1 epizód                                                          |
| 2008      | Nyomtalanul          | Without a Trace                               | Seth                   | 1 epizód                                                          |
| 2008      | Döglött akták        | Cold Case                                     | Dean London '60        | 1 epizód                                                          |
| 2009      | Ütközések            | Crash                                         | Brad                   | 1 epizód                                                          |
| 2009      |                      | U.S. Attorney                                 | Andrew Moore           | eladatlan próbaepizód                                             |
| 2010      |                      | The Quinn-tuplets                             | Martin Quinn           | eladatlan próbaepizód                                             |
| 2010      | Mélyvízben           | The Deep End                                  | Jason Carpenter        | 2 epizód                                                          |
| 2010      |                      | Turn the Beat Around                          | Michael                | tévéfilm                                                          |
| 2010      | Vérmes négyes        | Hot in Cleveland                              | Tyler                  | 1 epizód                                                          |
| 2010      | Doktor Addison       | Private Practice                              | Daniel                 | 1 epizód                                                          |
| 2011      | Zűrös szerelmek      | Love Bites                                    | Jordan                 | 1 epizód                                                          |
| 2011–2017 | Grimm                | Grimm                                         | Nick Burkhardt nyomozó | - főszereplő és rendező (1 epizód) - magyar hangja: Miller Zoltán |
| 2013      |                      | Key & Peele                                   | Mack                   | 1 epizód                                                          |
| 2018–2023 |                      | A Million Little Things                       | Eddie Saville          | állandó szereplő és rendező (1 epizód)                            |